# Funky Monkey
Funky Monkey (titulada Un mono de película en Hispanoamérica y Un mono de cuidado en España) es una película estadounidense-alemana de 2004 dirigida por Harry Basil. Fue protagonizada por Matthew Modine, Roma Downey, Seth Adkins, Pat Finn, Taylor Negron, Liliana Komorowska, Kaleigh Krish, Gilbert Gottfried, Jeffrey Tambor y Jeremy James Kissner. Distribuida por Warner Bros. Pictures, la película se estrenó el 17 de septiembre de 2004 en Estados Unidos. 

## Sinopsis
Clemens, es un chimpancé superdotado que está siendo entrenado en un laboratorio para convertirse en un nuevo súper agente. Sin embargo, los fines de esta organización son muy distintos: le están entrenando para convertirlo en un súper arma para apoderarse del mundo. Clemens, ayudado por un exagente de la CIA (Matthew Modine), escapa del laboratorio y juntos enrolan en una aventura con un nuevo amigo, Michael (Seth Adkins), un niño de 13 años al que ayudarán a recuperar la fe en sí mismo.

## Argumento
La historia trata sobre Alec McCall (Matthew Modine), un espía, que forma equipo con Clements, un chimpancé, para salvar el día. Cambia de opinión cuando su jefe, Flick, resulta ser malo y quiere realizar experimentos con el chimpancé. Estos experimentos tienen como objetivo crear soldados chimpancés para el mejor postor.
McCall se lleva a Clements a su ciudad natal, donde conocen a un niño genio de 13 años llamado Michael (Seth Adkins). Michael quiere impresionar a una chica jugando en el equipo de fútbol. El entrenador (Jeffrey Tambor) lo permite en el equipo sólo si es tutor de los jugadores estrella que están a punto de ser expulsados por malas notas. Mientras tanto, Flick envía a sus matones a buscar al chimpancé. La madre soltera de Michael, Megan (Roma Downey), programadora informática, tiene el ojo puesto en McCall, quien le alquila una habitación. Ella no sabe nada de Clements, pero Michael sí.
Después de que los matones no logran atrapar al chimpancé, Flick va a buscar a Clements él mismo irrumpiendo y gaseando a Clements y Michael. Flick los lleva de regreso a su cuartel general para que el médico (Gilbert Gottfried) pueda realizar sus experimentos. McCall los rescata y regresan para el partido de fútbol de Homecoming. Pronto los malos aparecen y se visten como jugadores de fútbol para jugar y atrapar a Clements. Clements y McCall se unen al equipo para impedir que Flick gane. Michael gana el juego y Flick y sus secuaces son arrestados por crueldad animal.

## Producción
La película originalmente iba a ser rodada en Francia. Sin embargo, el director y los productores, después de realizar algunas tomas de prueba, no quedaron contentos ni satisfechos con el resultado de dichas tomas, por lo que al final decidieron rodarla en varias localizaciones de California. El rodaje comenzó en abril de 2003 y finalizó en junio de ese mismo año.

## Reparto
- Matthew Modine - Alec McCall
- Roma Downey - Megan Dean
- Seth Adkins - Michael Dean
- Pat Finn - Peters
- Taylor Negron - Flick
- Liliana Komorowska - Hermana Cathrine
- Kaleigh Krish - Christina
- Gilbert Gottfried - Dr. Spleen
- Jeffrey Tambor - Entrenador Crane
- Jeremy Kissner - Nathan

- Datos: Q5509301